# Tunel Korbeľka
Tunel Korbeľka je plánovaný slovenský dálniční tunel o délce 5 868 metrů. Nacházet se bude na dálnici D1 v úseku Turany - Hubová. Po tunelu Višňové bude druhým nejdelším na D1. První úvahy o tomto tunelu se objevují již v polovině 80. let minulého století. Tehdy se začala poprvé posuzovat trasa dálnice v úseku Turany - Hubová a z tehdejších analýz jako nejpřijatelnější vycházela varianta s tunelem Korbeľka. Následně byla příprava téměř na dvacet let zastavena. K obnovení došlo až koncem roku 2000, kdy si ministerstvo dopravy objednalo studii jednotlivých variant trasy dálnice a posouzení vlivů na životní prostředí.
V závěrečném stanovisku resortu životního prostředí z roku 2002 se dočteme, že environmentální i socioekonomicky nejpřijatelnější řešení dálnice D1 v úseku Turany - Hubová je varianta B1 s tunelem Korbeľka, a to nejen z hlediska přírody, ale i místních obyvatel. Navzdory těmto závěrům, nařídilo Ministerstvo dopravy pošt a telekomunikací SR v roce 2006 připravovat takzvanou údolní variantu B2 s tunely Šútovo, Malá Fatra, Rojkov a Havran (celková délka tunelů byla 4 900 m). Během zrychlené přípravy dokumentace pro územní rozhodnutí, která byla zpracována v roce 2007 jako součást tehdejší přípravy projektů PPP, vyhledal odpovědný řešitel další variantu trasy úseku, s maximálním možným přizpůsobením konfiguraci terénu, bez tunelů Šútovo a Malá Fatra, takzvanou modifikovanou údolní variantu. Zmíněné tunely byly nahrazeny zářezy hlubokými asi 30 m, vše v oblasti NATURA 2000. 
Navzdory protestům nevládních ekologických organizací, se rozjely na trase modifikované údolní varianty přípravné práce, tedy odstranění zeminy, odlesnění a výstavba přístupových komunikací. V roce 2010 vyzvalo 118 slovenských a českých vědců a odborníků Evropskou komisi, aby zahájila proti Slovensku řízení pro porušení evropských směrnic při výstavbě dálnice v úseku Turany - Hubová. Ani po sedminásobné intervenci první Ficovy vlády, pro nevyřešené ekologické otázky, Evropská investiční banka neposkytla úvěr na výstavbu tohoto úseku dálnice a z tohoto důvodu padlo financování celého úseku. Ve druhé polovině roku 2010 slovenská Národná diaľničná spoločnosť (NDS) zpracovala Technicko-ekonomickou studii, jejímž cílem bylo najít z ekonomického, ekologického a realizačního hlediska nejvýhodnější dopravní koridor pro navrhovanou komunikaci.
V říjnu 2012 odborná skupina pod vedením RNDr. Petra Rotha, CSc., přepracovala a předala revizi studie Hodnocení dodatečných technických opatření na zmírnění vlivu dálnice D1 Turany - Hubová na území soustavy NATURA 2000. Studie uložila povinnost zrealizovat řadu zmírňujících opatření, což znamená, nejen nové stavební objekty, ale dochází k posunům osy dálnice s nezbytným zásahem do trvalých záběrů pro stavbu dálnice. To by vyžadovalo v exponovaném území údolní varianty znovu vystavit územní rozhodnutí a stavební povolení včetně opětovného vypracování potřebných dokumentací. 
V prosinci 2012 byla provedena studie Analýza přímého slunečního svitu na úsek dálnice D1 Turany - Hubová, která poukazuje na možné riziko provozování dálnice D1 v trase údolní varianty způsobené namrzáním mostních konstrukcí v zimním období. Toto riziko vyplývá z důvodu, že na úsek dálnice během tříměsíčního zimního období nedopadá žádné přímé sluneční záření. 
V srpnu 2013 Ministerstvo dopravy a regionálního rozvoje SR dostalo dopracovanou revizi Technicko-ekonomického posouzení variant dálnice D1 v úseku Turany - Hubová, ve které zpracovatel studie nepoužil při výpočtu ekonomiky provozních nákladů jednotlivých variant dálnice D1 společný počáteční a společný koncový bod pro všechny tři varianty. I přes tuto zásadní nesrovnalost, když v porovnávané údolní variantě chyběly asi 3,1 km dálnice, výše jmenovaná zpráva hodnotí variantu s tunelem Korbeľka jako nejvýhodnější a nejefektivnější. Vyjmenované problémy a preferování údajně technicky a časově méně náročné údolní varianty D1, jak byla tato varianta označována, způsobily, že zrychlená a intenzivní příprava údolní varianty po téměř šesti letech skončila ve slepé uličce. 
Teprve v roce 2016 ministerstvo dopravy objednalo nové posouzení vlivů na životní prostředí, které znovu jako nejvýhodnější variantu označuje variantu obsahující tunel Korbeľka. Předmětné posouzení bylo okamžitě napadeno odpůrci tunelu pomocí rozkladu, což je typ odvolacího řízení. Ministerstvo životního prostředí však v roce 2018 jednotlivé rozklady zamítlo a potvrdilo trasování tunelem Korbeľka. 
Koncem roku 2018 NDS objednala nový projekt dálnice a tunelu Korbeľka. Koncem roku 2019 bylo projektování ukončeno. Tunel Korbeľka má však stále mnoho odpůrců, přičemž odpor proti tunelu generují především obavy o znehodnocení či zničení vodních pramenů vlivem výstavby či provozu tunelu. Ekologické organizace v zásadě ale tunelové řešení preferují. V lednu 2020 Výzkumný ústav vodního hospodářství vydal stanovisko, na jehož základě bude stavba tunelu předmětem posuzování vlivů podle vodního zákona. O realizací tunelu tak stále není definitivně rozhodnuto, pokud realizován bude, nedostane se do výstavby před rokem 2022. Nedořešena zůstává i otázka financování výstavby tunelu, státní expertíza předpokládá náklady v extrémní výšce, až 70 milionů EUR za jeden kilometr.       
V srpnu 2024 vypsala NDS tender na dostavbu úseku D1 Turany – Hubová, stavba by měla trvat 7 let a stát by měla 1,473 miliardy eur bez DPH (37 miliard korun).